# Beppe Starbrink
Beppe Bengt Erik Starbrink, född 3 april 1966 i Jönköping, är en svensk journalist och TV-programledare, som arbetar på Sveriges Television. Han är programledare för Go'kväll och var tidigare det för filosofimagasinet Finns blått?. Reporter vid Plus, Existens, Sverige! och SVT:s nyhetssändningar.
Starbrink, som växte upp i småländska Lekeryd, är bosatt i Umeå där han studerade vid samhällsvetarlinjen vid Umeå universitet. Han har tidigare varit nyhetsankare och reporter på SVT:s regionalnyheter där. År 2007 var han tillsammans med Lotten Bruun Esselin programledare för SVT1:s sändningar om valborgsfirandet.
Han har två döttrar. Han är farbror till Anna Starbrink.